# Дейтрих, Владимир Фёдорович
 Владимир Федорович Дейтрих  (1852—1919) — российский государственный деятель, действительный тайный советник (1914). С 1 января 1917 года вице-председатель Государственного совета.

## Биография
Родился в дворянской семье 29 июля 1852 года. По окончании курса наук в Санкт-Петербургском университете по юридическому факультету, со степенью кандидата, вступил на службу в уголовный кассационный департамент правительствующего Сената кандидатом на судебные должности и через год был командирован к исправлению обязанности помощника обер-секретаря. В 1876 году назначен товарищем Подольского губернского прокурора. В 1878 году назначен товарищем прокурора Воронежского окружного суда, а через два года перевёлся на туже должности в Санкт-Петербургский окружной суд. В последней должности Владимир Фёдорович пробыл три года, за отличие по службе он был произведён в следующий чин и назначен прокурором Витебского окружного суда. В 1888 году снова назначается в Петербургский окружной суд уже в качестве прокурора, а через год занял пост председателя этого суда. В 1891 производил обозрения делопроизводства в пяти северо-восточных уездах Вологодской губернии, в 1893 — обозрение делопроизводства Уфимской палаты, уголовного и гражданского судов, судебных следователей и прокурорского надзора Уфимской губернии. За успешное выполнение возложенного на него поручения произведён в действительные статские советники и в 1894 году назначен прокурором Петербургской судебной палаты (с 1898 — старший председатель). Проводил ревизию делопроизводства Сыр-Дарьинского, Ферганского и Самаркандского областных судов, прокурорского надзора, судебных следователей, мировых судей и их помощников в округах Туркестанского края. Пользовался славой одного из авторитетнейших юристов Российской империи. Д. участвовал в работе многих комиссий, в том числе для составления законодательных предположений об устройстве тюремной части в ведомстве Министерства юстиции, для обсуждения действующих и выработки новых правил об административной высылке, для пересмотра действующих законоположений об охоте и др. Выступал за ограничение полномочий суда присяжных.
С 1902 года помощник Финляндского генерал-губернатора генерала Н. И. Бобрикова и вице-председатель Финляндского сената. Одновременно председатель Особого совещания по делам печати Великого княжества Финляндского, член Комиссии для пересмотра некоторых законоположений, касающихся Финляндии, председатель Комиссии для всесторонней разработки вопроса об улучшении положения безземельных в крае, председатель Совещательного комитета по делам русских училищ в Финляндии. Сторонник политики русификации в Великом княжестве Финляндском; участвовал в разработке законопроектов, ограничивавших финляндскую автономию. 6 июля 1905 в Гельсингфорсе Д. ранен в результате покушения, организованного участниками финского национального движения.

## Награды
- Орден Святого Станислава 2-й степени (03.04.1886)
- Орден Святой Анны 2-й степени (01.01.1888)
- Орден Святого Владимира 3-й степени (01.01.1891)
- Орден Святого Станислава 1-й степени (01.01.1896)
- Орден Святой Анны 1-й степени (01.01.1899)
- Орден Святого Владимира 2-й степени (25.03.1903)
- Орден Белого орла (17.04.1905)
- Орден Святого Александра Невского (01.01.1910)
- Бриллиантовые знаки к ордену Святого Александра Невского (01.01.1917)